# William Ames
William Ames, (do latim: Guilielmus Amesius) (Ipswich, 1576 – Roterdã, 14 de novembro de 1633) foi um protestante inglês, filósofo e polemista. Ele passou muito tempo na Holanda, e é conhecido por seu envolvimento na polêmica entre os calvinistas e os arminianos.